# Geophilus winnetui
Geophilus winnetui är en mångfotingart som beskrevs av Carl Graf Attems 1947. Geophilus winnetui ingår i släktet Geophilus och familjen storjordkrypare. Inga underarter finns listade i Catalogue of Life.